# Heterospilus leptosoma
Heterospilus leptosoma är en stekelart som beskrevs av Fischer 1960. Heterospilus leptosoma ingår i släktet Heterospilus och familjen bracksteklar. Inga underarter finns listade i Catalogue of Life.